# Egbert Hamilton Walker
Egbert Hamilton Walker ( 1899 - 1991) fue un botánico, y briólogo estadounidense, del Smithsonian Institution.
En 1922, obtuvo su B.A. de la Universidad de Míchigan. Su M.Sc. por la Universidad de Wisconsin, en 1928, y su Ph.D. en botánica por la Johns Hopkins University en 1940.
Walker llevó a cabo trabajos de campo botánico en Okinawa, las islas Ryukyu, Nueva Zelanda, Japón, islas Filipinas, Hawái, islas Johnston, Guam, Tailandia, y Vietnam. Todos esos esfuertzos, a pesar de que a la edad de dos años y medio, Walker fue diagnosticado con polio. Su enfermedad, que no había sido tratada durante tantos años, lo dejó con solo un buen brazo y la pierna izquierda ligeramente dañada.

## Algunas publicaciones
- Con Elmer Drew Merrill (1876-1956), publicaron, en 1938, Bibliography of Eastern Asiatic Botany

### Libros
- egbert hamilton Walker. 1976. Flora of Okinawa and the southern Ryukyu Islands. Edición ilustrada de Smithsonian Institution Press, 1.159 pp. ISBN 0-87474-145-9

- jisaburō Ōi, frederick gustav Meyer, egbert hamilton Walker. 1965. Flora of Japan: A combined, much revised and extended translation of his Nihon shokubutsu shi Flora of Japan (1953) and Nihon shokubutshu shi shida hen Flora of Japan - Pteridophyta (1957). Ed. Smithsonian Institution. 1.067 pp.

- egbert hamilton Walker. 1940. A Revision of the Eastern Asiatic "Myrsinaceae": A Dissertation... of the Johns Hopkins University... Editor Bureau of printing, 259 pp.

## Honores
Miembro de
- Sociedad Botánica de Washington, y vicepresidente (1944) y presidente (1949-1950)
- Sociedad Botánica de Japón
- La abreviatura «E.Walker» se emplea para indicar a Egbert Hamilton Walker como autoridad en la descripción y clasificación científica de los vegetales.[3]